# Slečna Muška
Slečna Muška (ve francouzském originále Mademoiselle Moucheron, též Mam'zelle Moucheron nebo jen Moucheron) je opereta o jednom dějství francouzského skladatele Jacquese Offenbacha na libreto Eugèna Leterriera a Alberta Vanlooa z roku 1870. Premiéru však měla až 10. května 1881 v pařížském Théâtre de la Renaissance, tedy až po skladatelově smrti a jako jeho poslední dílo, které se dostalo na jeviště.

## Vznik a první uvedení
Slečna Muška začala vznikat na přelomu let 1869 a 1870. Jejím hlavním účelem bylo sloužit k pěveckému debutu Offenbachovy tehdejší milenky Louise Valtesse de la Bigne, která hrála ve skladatelově domovském divadle Théâtre des Bouffes-Parisiens menší role a právě převzala jednu z (mluvených) hlavních rolí v drobnosti Romance o růži.
Slečna Muška byla první spoluprací mladých libretistů Eugèna Leterriera a Alberta Vanlooa. S Offenbachem vytvořili ještě Cestu na měsíc (1875), ale svá nejslavnější díla vytvořila tato dvojice s Charlesem Lecocqem (Giroflé-Girofla, 1874) a s Emmanuelem Chabrierem (L'Etoile, 1877).
Než byla práce na nové operetě dokončena, opustila Louise Valtesse divadlo a počátkem léta 1870 Offenbachova manželka Hérminie rázným zásahem vztah svého muže a zpěvačky ukončila. V té době již byla pro titulní roli operety určena Céline Chaumontová a od května 1870 probíhaly čtené zkoušky. Podle vzpomínek libretisty Vanlooa příznivý dojem ze zkoušek vyvolal očekávání úspěchu a vedení se rozhodlo, že nové dílo uvede raději při podzimním otevření sezóny než na konci stávající. V létě 1870 však vypukla prusko-francouzská válka, která vedla ke změně režimu i k událostem kolem Pařížské komuny.

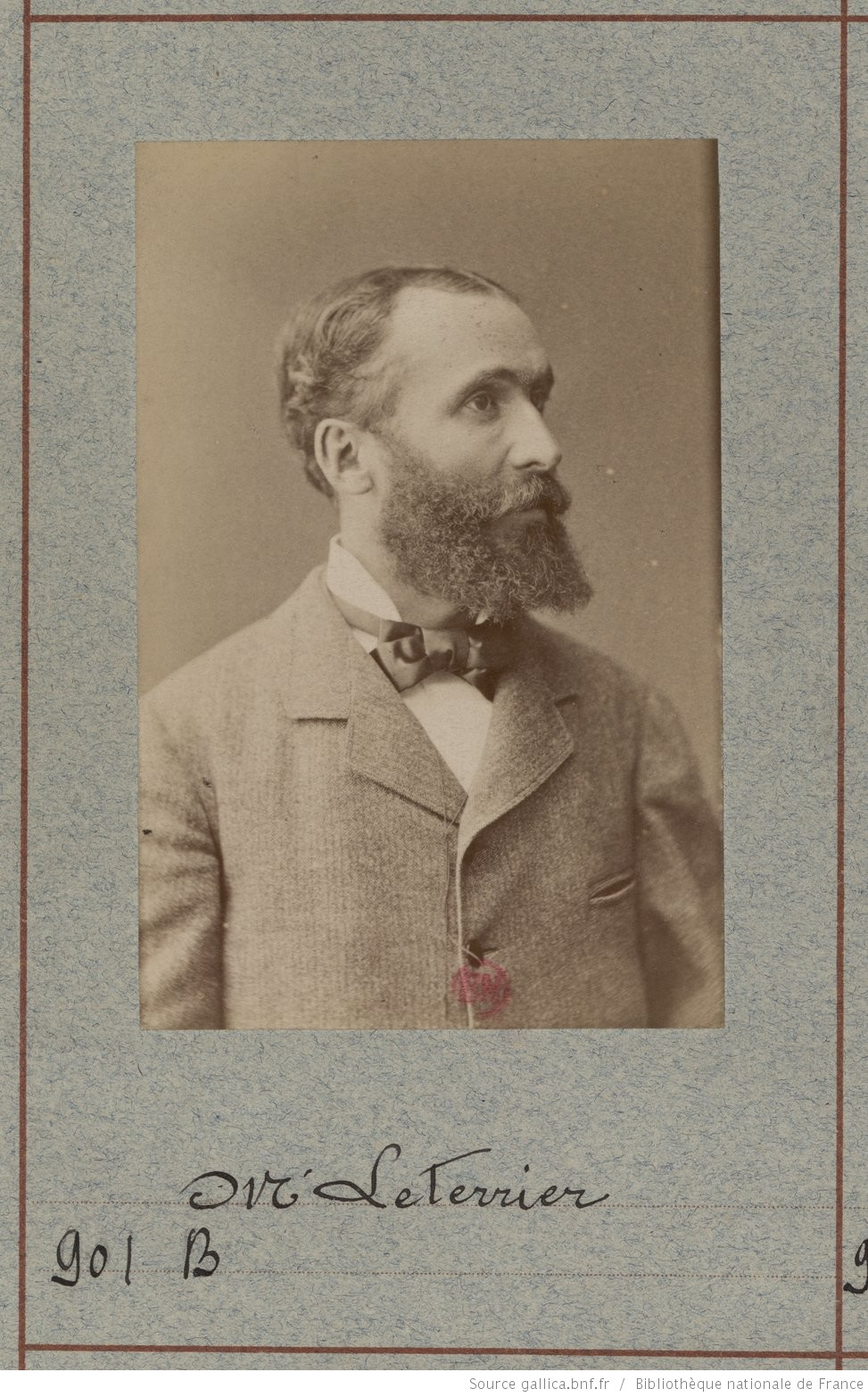
Eugène Leterrier, libretista Slečny Mušky

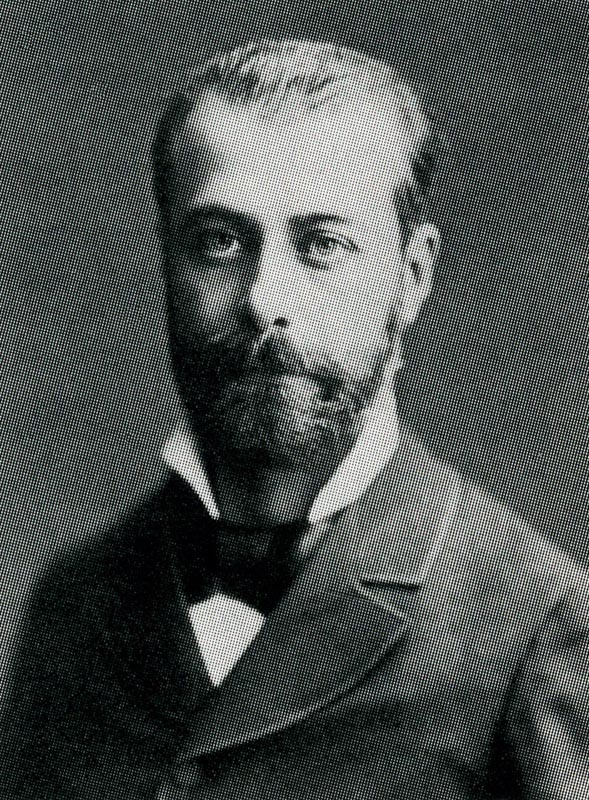
Albert Vanloo, libretista Slečny Mušky

Po válce se ke Slečně Mušce již divadlo Bouffes-Parisiens nehlásilo. Na jaře roku 1872 ohlašovalo Slečnu Mušku jako první novinku pro sezónu 1872–1873 Théâtre des Variétés s původně plánovanou představitelkou Céline Chaumontovou v hlavní roli, ale z tohoto nastudování sešlo. Roku 1873 převzal Offenbach vedení divadla Théâtre de la Gaieté, kde však začal činoherním repertoárem, a současně navázal úzkou spolupráci s Théâtre de la Renaissance, kde se měla tato opereta stát první novinkou pro sezónu 1873–1874. Titulní role tentokrát připadla Louise Théo, ale zkoušky byly v září 1873 zastaveny pro její ochoření a už se nerozběhly, neboť obecenstvo mezitím uchvátila jiná Offenbachova díla, reprízy Panenského jablíčka a premiéra Hezké voňavkářky. Když Louise Théo podepsala v létě 1875 smlouvu s Bouffes-Parisiens, bylo ohlášeno brzké uvedení Slečny Mušky s ní v hlavní roli tam – i z toho sešlo.
Tyto opakované odklady měly různé důvody, ale jeden z nich odhaluje dopis, který novinách Le Figaro na jaře roku 1872 zveřejnil ředitel Bouffes-Parisiens Jules Noriac. V něm píše, že nemůže věřit zprávě o tom, že Variétés připravují uvedení Slečny Mušky, protože tento kus obsahuje karikovanou postavu falešného vojáka, která by urážela city Francouzů rozjitřené po prohrané válce, a dovolává se přitom souhlasu autorů libreta i soudnosti samotného Offenbacha. Skladatel, který byl v této době vystaven hojným útokům v tisku pro údajné nevlastenectví a jehož díla z doby druhého císařství karikující militarismus byla vydávána div ne za příčinu porážky francouzské armády, tak musel obavy ze skandálu vyvažovat s přirozenou snahou uvidět své dílo na jevišti. Libretista Vanloo tyto peripetie komentoval „Jedenáct let odkladů a čekání, tak se mladí autoři pěkně učí trpělivosti!“ Oproti Offenbachovi měl však ještě štěstí: ten se uvedení Slečny Mušky vůbec nedočkal.
K premiéře Slečny Mušky došlo nakonec více než půl roku po skladatelově smrti, 10. května 1881 v Théâtre de la Renaissance. Bylo to poslední ze tří jeho děl uvedených posmrtně, na rozdíl od dalších dvou – opery Hoffmannovy povídky a opéry bouffe Krásná Luretta – však šlo o dílo starší a uzavřené, nikoli o dílo, na kterém by Offenbach pracoval před svou smrtí. Potřebnou úpravu partitury pro provedení provedl Offenbachův přítel a souputník v jeho divadelních počátcích, skladatel Léo Delibes. Partituru a klavírní výtah ještě téhož roku vydalo nakladatelství Choudens.
Slečna Muška byla poprvé provedena před vybraným publikem, v němž byly i offenbachovské hvězdy Jeanne Granierová a Jane Hadingová. Těšila se přiměřenému zájmu publika a hrála se do konce sezóny (12. června) a na začátku další sezóny (31. srpna až 21. září). Tento zájem obecenstva však nedosahoval ohlasu Hoffmannových povídek nebo i Krásné Luretty a i kritika si jí všímala jen okrajově a bez nadšení. Považovala ji za „noty napsané v chvatu“ a „stěží náčrtek“. Edmond Stoullig v Les Annales du théâtre et de la musique si stěžoval na délku libreta a ptal se: „…k čemu hledat jméno Jacquese Offenbacha a lepit ho na hru, v níž hudba neexistuje?“.

## Charakteristika
Autoři žánrově nazvali Slečnu Mušku pojmem opérette-bouffe, což je vlastně kratší (jednoaktový) protějšek zpravidla tříaktové opéry bouffe. Při prvním nastudování byla hrána pod označením bouffonerie musicale, tj. „hudební klauniáda“, podobně jako některá raná Offenbachova jevištní díla.
Libreto již současníci označovali za zdlouhavé a málo originální a stejnorodé. Prostředí dívčího ústavu, případně s pikantním kontrastem vojenského prostředí, se v Offenbachově době na jevišti objevovalo často a mnozí jeho konkurenti ho využili s mnohem větším úspěchem – Franz von Suppé ve vůbec první vídeňské operetě Dívčí ústav (1860) a Hervé ve své nejslavnější operetě Mam'zelle Nitouche (1883). V době své premiéry připomínala Slečna Muška současníkům příliš blízce druhé dějství Malého vévody Offenbachova velkého konkurenta a protivníka Charlese Lecocqa, i když ten vznikl až roku 1878. Více zaráží podobnost s Offenbachovou vlastní opérou comique Vert-Vert, která měla premiéru na jaře 1869, tedy rok před kompozicí Slečny Mušky. Prostředí penzionátu i postavy přísné učitelky a jejího tajného milence/manžela, komická dvojice rozpustilé chovanky a nezkušeného mladíka, jíž tvoří kontrast lyričtější dvojice zralejší spolužačky a švarného vojáka (ve Vert-Vertovi zdvojená) – tyto prvky se vyskytují v obou dílech. Novodobý překladatel libreta do němčiny pro Keckovu kritickou edici, Stefan Troßbach, upozorňuje na určitou staromódnost této Offenbachovy aktovky, zvláště ve srovnání s jeho ranými díly, a na konkrétní dramatické nedostatky – vzpoura chovanky proti ředitelce ztrácí na atraktivitě pro diváka, pokud je ředitelka sama spíše rebelující postavou a akce „slečny Mušky“ spočívající ve vydírání ji vlastně donutí ke společenské konformitě, dějově významná postava únosce Anatola se na jevišti stěží objeví…
Partituru Slečny Mušky – kterou dobová kritika přijala chladně – považuje Offenbachův životopisec Jean-Claude Yon za „kvalitní dílo“, které však „nepřidává nic ke slávě svého autora“. Za nejzajímavější číslo partitury – které je poměrně nevelká, zvláště v proporci k textu – je považován duet (č. 6) simulující vojenské cvičení – podobnou situaci již Offenbach s velkým efektem zhudebnil v aktovce Čarovné housle.
Opera má předehru a sedm zpěvních čísel.

## Inscenační historie
Jevištní život Slečny Mušky není bohatý. Mimo Francii se neprosadila – hlad po Offenbachových dílech v 80. letech 19. století byl již mnohem menší než o deset či dvacet let dříve a významným faktorem byla i rychle upadající obliba jednoaktových děl. Do tradičního druhého hlavního města Offenbachovy hudby, Vídně, dorazila Slečka Muška až se zpožděním. V překladu Karla Lindaua jako Der Wildfang, tj. „divoška“, a pod žánrovým označením singspiel měla premiéru 7. prosince 1889 v divadle Carltheater. Tato poslední Offenbachova novinka ve Vídni nevyvolala zájem, jaký provázel jeho dřívější díla, a kritické přijetí bylo méně polemické, než bývalo za Offenbachova života, ale také ne nadšené. Například Die Presse považovala Divošku za „milý, ale docela bezvýznamný kus,“ a postrádala v ní jednotný styl: „Jako by tato malá partitura byla seskládána z třísek melodií, které spadly pod stůl při kompozici Pařížského života.“ Neue Freie Presse přijala tuto „hudební drobnost, jaké zvěčnělý mistr s téměř nevyčerpatelnou produkční silou sypal z rukávu,“ téměř s nostalgií: „Divoška nepatří k tomu nejlepšímu, co Offenbach vytvořil, ale jeho faktura je v ní nepochybná a půvabná sóla a ansámbly, jakož i ladná jednoduchost melodií a orchestrální instrumentace upoutávají diváky, kteří se sami nenechají ve svém požitku ovlivnit nabízejícími se srovnáními s dřívějšími příklady Offenbachových singspielů, o nic méně než v době, kdy tyto panovaly na téměř všech soukromých jevištích obou polokoulí.“
Poněkud jiný osud měla Slečna Muška v Dánsku, kde ji v překladu H. R. Hunderupa pod názvem Frøken Gedehams uvedlo kodaňské divadlo Casino 16. října 1881. Obecenstvu se líbila a zůstala na repertoáru až do roku 1903, kdy dosáhla 85. provedení. Hrála se i v jiných divadlech v Kodani (Etablissement National, 1891) a mimo ni (Aarhus 1886, Odense 1895). 1. listopadu 1881 měla premiéru i ve Švédsku, a to ve stockholmském divadle Nya teatern, kde se hrála po několik let. V překladu Ernsta Wallmarka se nazývala Mamsell Ettermygg Pokud jde o Finsko, 5. září 1884 se hrála poprvé v Turku a 4. listopadu 1885 v Pori.
Díky vydání byla Slečna Muška pro divadla přístupná, ale drobná a amatérská francouzská divadla, která jinak Offenbachovy aktovky ráda přijímala, odrazovaly inscenační nároky (poměrně velký počet postava a potřeba sboru). Z nečetných novodobých inscenací lze zmínit provedení na Festivalu des Châteaux se Bruniquel v letech 2004 a 2016, z něhož je komerčně dostupný obrazový záznam. Na rok 2020 chystá společnost pod vedením offenbachovského badatele Jeana-Christopha Kecka inscenaci ve foyer Théâtre de l'Odéon v Marseille.

## Osoby a první obsazení
| osoba                                                  | hlasový obor     | světová premiéra (10.5.1881)                        | vídeňská premiéra (7.12.1889) |
| ------------------------------------------------------ | ---------------- | --------------------------------------------------- | ----------------------------- |
| Berthe [Berta] „slečna Muška“ (Mademoiselle Moucheron) | soprán (subreta) | Mily-Meyer (vl. jm. Émilie Meyer)                   | Burg                          |
| Madame Boulinard [Haberstroh]                          | mezzosoprán      | Marie Desclauzas (vl. jm. Malvina-Ernestine Armand) | Leopoldine (Körner-)Blasel    |
| Gabrielle, její neteř                                  | lyrický soprán   | Norette                                             | Jeanne Negri                  |
| Lucien Bavolet [Theodor Bitterklee]                    | tenor            | Alfred Jolly                                        | Karl Bayer                    |
| Belphégor [Cyprian Wichtl]                             | tenor buffo      | Belliard                                            | Karl Tuschl                   |
| Anatole [Ferdinand]                                    | mluvená role     | Deberg                                              | Blum                          |
| Policejní komisař                                      | mluvená role     | Mercier                                             | …                             |
| Loulou                                                 | …                | Panneron                                            | …                             |
| Gertrude                                               | …                | Davenay                                             | …                             |
| Jenny                                                  | …                | Rouvroy                                             | …                             |
| Lisbeth                                                | …                | Ducouret                                            | …                             |
| Rosa                                                   | …                | Ismerie                                             | …                             |
| Chovanky penziónu a podučitelky (sbor)                 |                  |                                                     |                               |

## Děj operety

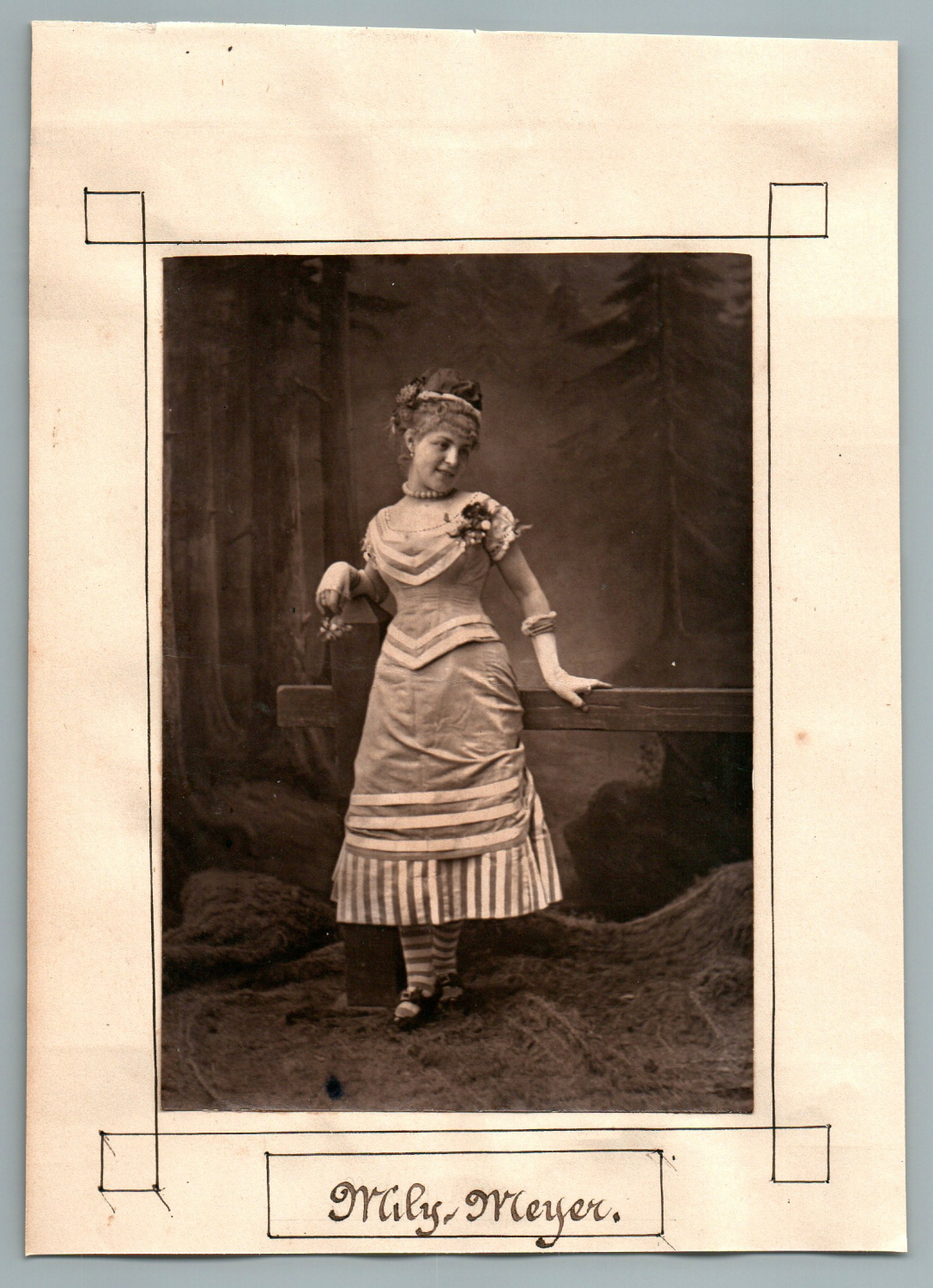
Mily-Meyer, první představitelka „slečny Mušky“, fotografie Nadara

(Dvůr penzionátu „Institution Boulinard“ v Ženevě) Madame Mathilde Boulinardová vede svůj dívčí ústav s výbornou pověstí pevnou rukou. Své chovanky sice vesměs nesnáší, ale jejich školné je bohatou náhradou za starosti s nimi spojené. Dnes má svátek a očekává blahopřání chovanek, dále příchod nového učitele tělocviku a navíc se dnes má podepisovat svatební smlouva její neteře a žákyně Gabrielle – jejího ženicha, nezkušeného zaměstnance telegrafů Luciena Bavoleta, očekává v každém okamžiku. S perspektivou náročného dne se tajně posiluje svým „homeopatikem“ – ořechovicí.
Do zahrady vchází její tajný milenec Belphégor. Býval trumpetistou v pluku, kterému velel její nebožtík manžel, a nyní často přichází do penzionátu v přestrojení za válečného invalidu a ladiče pian. Madame Boulinardová se k němu nechce přiznat, protože by jejím sňatkem mohla utrpět prestiž jejího ústavu u rodičů. Proto poučuje Belphégora, jak má pěstovat své inkognito a připravovat si poutavé válečné historky, kdyby se ho někdo vyptával na válečná zranění. Belphégor se o to pokouší, s neuspokojivým výsledkem (č. 1 kuplety Autrefois j'étais plus ingambe).
A už přicházejí v poslušném dvojstupu žačky penzionátu, aby přednesly blahopřání ke svátku paní ředitelky – svátku „svatého Boulinarda“ (č. 2 pochod, sbor a kuplety Deux à deux en silence… Puisque c'est la fête). Chybí mezi nimi jen největší darebnice z celého penzionátu, slečna Berthe, která právě zadýchána přibíhá a neskrývá svou všestrannou nespokojenost se životem v ústavu (č. 3 rondeau Ah! que c'est embêtant!). S provokativně předstíranou naivností se vyptává, co že je to „únos“ – slyšela prý, že nosič vody unesl jejich bývalou služku… Její impertinence paní řditelku rozkatí. Oznamuje dívkám příchod nového profesora tělocviku, ale Berthe, která projeví nadšení, z tělocviku za trest vyloučí. Ta se vzpouzí a rozzlobená Madame Boulinardová ji na odchodu přirovná k obtížnému hmyzu. Berthe je velmi uražena a před ostatními dívkami přísahá ředitelce pomstu. A už má plán, jak začít – ta homeopatika a ten válečný veterán jsou jí už dávno podezřelí. Boulinardka ještě uvidí, co „slečna Muška“ dokáže (č. 4 kuplety o mušce Il était plusieurs jeunes filles).
Na smutné Gabrielle uhodne Berthe bez potíží, že se trápí pro jiného milého, než jakého jí vybrala teta, totiž pro švarného vojáka Anatola. Berthe chce spolužačce pomoci a současně se pomstít její tetě. Gabriellin milý si s ní dal dostaveníčko právě teď; smluveným signálem je zvuk cvrčka z jeho strany a zatleskání z její. A protože se bázlivá Gabrielle bojí svého milého přijmout, ujímá se její úlohy Berthe. Odpoví na cvrkání za zdí, ale v tu chvíli ji odvolá hlas paní ředitelky. Anatole nakoukne přes zeď, ale zase zmizí, když vraty vstoupí jiný mladík. Je to Lucien Bavolet, který vedle přirozené ostýchavosti silně koktá, pokud je v cizí společnosti. A toho si bere Bertha na starost v domnění, že je to Anatol. Ostatně Bavolet sám přiznává, že přichází pro Gabrielle. Berthe přesvědčuje Bavoleta, že musí Gabrielle unést, jinak hrozí, že ji Madame Boulinardová provdá za někoho jiného. Lucien je překvapen, ale uvěří.
Když se ředitelka objeví osobně, pokouší se Berthe Bavoleta zachránt tím, že ho představuje jako očekávaného tělocvikáře. Madame ihned ověřuje jeho kvalifikaci a představuje ho nadšeným chovankám. Je stejně energická a netrpělivá jako Berthe, takže Bavolet není ani jí schopen vysvětlit při svém koktání vyjasnit situaci. Ředitelka i žačky zanechávají mladého telegrafistu v naprostých rozpacích. V tomto stavu jej potká Belphégor a pamětliv instrukcí Madame Boulinardová, zahrne mladíka historkami o tom, jak se účastnil utajeného obsazení Anglie Švýcarskem, ba dokonce jej zapojí do imitované bitvy. Opustí Luciena ještě zmatenějšího, než ho našel.

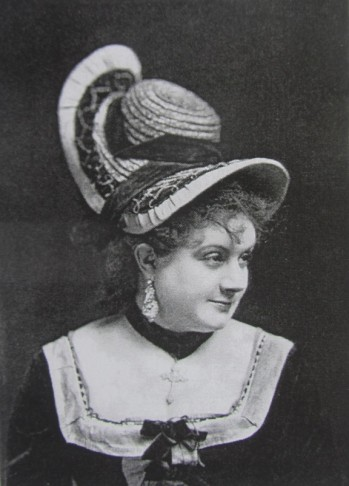
Marie Desclauzas, první Madame Boulinardová

Nyní přivádí Berthe Gabrielle – tak cudně zahalenou, že mladíka stěží vidí, a obtíženou zavazadly. Berthe předává svou chráněnku Bavoletovi, aby ji unesl. Jeho pokusy o protest jsou marné, Berthe je rázně vypravuje a loučí se s nimi (č. 5 tercet Allez! Partez! Courez! Fuyez! a Berthina romance Quand vous serez sur la rive étrangère). Na poslední chvíli tento záměr překazí Madame Boulinardová. Vidí Gabrielle připravenou k útěku a přirozeně se domnívá, že chce prchnout s učitelem tělocviku. Berthe ji přesvědčuje, že mladík není tělocvikář, ale muž z dobré rodiny jménem Anatole. Bavolet by rád vysvětlil, že není ani gymnasta, ani Anatol, ale než se stačí vykoktat, uvrhne jej ředitelka do strážnice a zamkne. Chystá se tělesně potrestat Berthe, o které správně tuší, že všechno spískala. Berthe předstírá silné bolesti a Madame Boulinardová se ji snaží vzkřísit kapkou svého „homeopatika“. Děvče se její láhve mrštně zmocní a nyní má ředitelčino tajemství v ruce. Před Madame Boulinardovou uteče tak, že vyleze po břečťanu oknem do Belphégorova pavilonu, a protože ten je zamčen, odchází ředitelka s nepořízenou. Jde tedy vyřešit jinou věc, totiž přivést pro Gabriellina únosce policii.
V pavilonu objevila Berthe celou „homeopatickou lékárnu“, a když se setkává s Belphégorem, je už na stopě dalšímu ředitelčinu tajemství. Napájí proto Belphégora nalezenou kořalkou a současně se ho vyptává na válku. Sama prý by se ráda stala kaprálem. Oba si pak hrají na vojenské manévry (č. 6 duet Le troupier est unique). A když je Belphégor dostatečně opilý, snadno jej zbaví paruky i falešné protézy.
A tak je najde Madame Boulinardová, která v doprovodu všech chovanek přivádí policejního komisaře. Odmaskovaný a podroušený Belphégor se na ředitelku vrhne a objímá ji, děvčata jsou skandalizována a jediný způsob, jak si může Madame Boulinardová přes nepřístojné chování falešného invalidy zachovat jisté dekorum, je veřejně ho prohlásit za svého nastávajícího. Belphégor je potěšen a Berthe má na paní ředitelku ještě jeden trumf, který hodlá využít. Nechce-li, aby se svět dozvěděl o její „homeopatické lékárně“, ať nechá Gabrielle odejít s tím, koho miluje. Ředitelka tedy ustupuje, dává přivést Gabrielle a propustit uvězněného Bavoleta. Jaké překvapení, když Gabrielle nyní poprvé zpozoruje, že únosce nebyl její Anatole! A pravý Anatole skutečně na zatleskání přelézá přes zeď. Madame Boulinard dává své požehnání mladému páru, ale kdo je tedy ten přespočetný mladík? Bavolet konečně vykoktá své jméno, ale ředitelka mu s výčitkami sděluje, že na ženění už je pozdě: měl se hned řádně představit, a ne se vydávat za učitele tělocviku. Touto nespravedlností vzkypí v Bavoletovi temperament: celý den si s ním zahrávali, a teď ho prostě posílají zpátky? Však on se vrátí rád domů a o ženění už nechce ani slyšet. Při tomto výbuchu si uvědomí, že přestalo koktat, takže pro něj dnešní dobrodružství nebylo úplně nazmar. Poslední slova patří Bertě – ať se Bavolet vrátí za tři-čtyři roky, bude-li stále hledat nevěstu … (č. 7 finále-repríza Puisque c'est la fête).

## Nahrávky
- (nevydaná nahrávka ORTF, jen hudební čísla) Zpívají: (Berthe) Odile Pietti, (Gabrielle) Monique Stiot, (Gertrude) Monique de Windt, (Lisbeth) Janine Lindafelder, (Madame Boulinard) Germaine Duclos, (Belphégor) Micael Pieri. Orchestre lyrique de l'ORTF řídí Jean Doussard.
- 2004 (DVD, živý záznam z Festival de Châteaux de Bruniquel) Hrají a zpívají Isabelle Fleur, Maryline Fallot, Jeanne-Marie Lévy, Vincent Vittoz, Eric Huchet, Frank T’Hézan. Adaptace a režie Frank T'Hézan, orchestr řídí Jean-Christophe Keck.